# فلسفه زرتشت
فلسفهٔ زرتشت با نیکی همسو و با بدی در پیکار است.

## نیکی و بدی
زرتشت چنین گفته‌است:
سخن‌ها را بشنوید و با اندیشه روشن در آن‌ها بنگرید و راهی را که باید در پیش گیرید برای خود برگزینید، از آن دو مینوی همزادی که در آغاز آفرینش در اندیشه و انگار پدیدار شدند، یکی نیکی را می‌نمایاند و دیگری بدی را؛ و میان این دو، دانا راستی را برمی‌گزیند و نادان دروغ را.
وی در الهام‌های خود گیتی را ستیزی کیهانی بین اشا و دروغ می‌بیند. مفهوم اصلی اشا (که بسیار ظریف و تفسیر آن فقط به طور مبهم ممکن است) بنیاد تمام عقیده‌های دیگر زردتشتی مانند اهورامزدا٫ خلقت، وجودیت، و اراده آزاد است. این مفهوم بزرگ‌ترین اهدایی است که زردتشت به فلسفه دینی کرده‌است.
دلیل آفرینش انسان مانند دیگر آفرینش‌ها نگهداری از درستی است. این هدف با مشارکت زنده در زندگی و گفتار، پندار و کردار نیک دست یافتنی خواهد شد.

## واکنش‌ها
عناصر فلسفه زرتشت از طریق تأثیر آن بر یهودیت و افلاطون گرایی میانی وارد فلسفه غرب شده‌است و به عنوان یکی از نخستین وقایع کلیدی در پیشرفت فلسفه شناخته می‌شود.